# 셰르주의 아롱디스망
셰르주의 아롱디스망에는 총 3개가 있다.
- 부르주 아롱디스망 (준주도 : 부르주)은 16개의 캉통과 131개의 코뮌이 속해 있다.
- 생타망몽트롱 아롱디스망 (셰르 주의 주도 : 생아망몽트롱)은 11개의 캉통과 116개의 코뮌이 속해 있다.
- 비에르종 아롱디스망 (준주도 : 비에르종)은 8개의 캉통과 43개의 코뮌이 속해 있다.

## 역사
- 1790년 : 마렌, 부르주, 샤토메이양, 생타망, 상세르, 상코앵, 비에르종 등 7개 디스트리크와 함께 샤랑트앵페리외르 주가 생성됨
- 1800년 : 부르주, 생타망몽트롱, 상세르 아롱디스망 생성
- 1926년 : 상세르 아롱디스망 폐지
- 1984년 : 비에르종 아롱디스망 생성